# Irizar i4
Irizar i4 – rodzina autobusów międzymiastowych produkowana przez hiszpańskiego producenta Irizar w Ormaiztegi w Kraju Basków w Hiszpanii. Jego premiera miała miejsce w 2007 r., a od 2009 r. produkowany jest nie tylko jako zabudowa nadwozi innych producentów, lecz także jako konstrukcja integralna.

## Historia
Premiera nowego modelu marki Irizar z segmentu autobusów międzymiastowych miała miejsce w 2007 r. w hiszpańskiej winnicy Marques Bodegas de Riscal w okolicy Alavy, a później także podczas targów Busworld w Kortrijk. Miał on zastąpić model Intercentury, jednakże ten później był jeszcze produkowany w Meksyku na rynek Ameryki Południowej. Jego główne przeznaczenie to przewoźnicy obsługujący trasy do 400 km, lecz także przewozy turystyczne, regionalne lub szkolne. Prace nad nową konstrukcją, którą nazwano i4 (był to pierwszy model z serii o nowych oznaczeniach, analogicznie później zaprezentowano także m.in. i6, czy też i2), trwały blisko cztery lata i pochłonęły 3 mln euro. Konstrukcja i4, podobnie jak innych ówczesnych modeli Irizar, została oparta na nadwoziu i jednostce napędowej innych producentów, głównie Scanii, a na rynek hiszpański i portugalski także Volvo, MAN, Iveco i Mercedes-Benz. Stylistyka autobusu jest prosta i bezpośrednio nawiązuje do autokarów Irizar – wzornictwo dolnej części przedniej ściany zaczerpnięto z nowej odsłony modelu NewCentury, natomiast umieszczony w przedniej części dachu agregat klimatyzacji zachodzący na przednią szybę został zaczerpnięty z charakterystycznego modelu PB. Również tworząc projekt tylnej ściany, wzorowano się na modelu NewCentury z charakterystycznym owalem, w który wpisana jest tylna szyba. Nowy model jest dostępny w siedmiu wersjach długości nadwozia od 10,7 m przez model podstawowy 12,9 m do trzyosiowego pojazdu 15-metrowego oraz trzech wersjach wysokości podłogi: lokalnej L z podłogą na wysokości 860 mm nad jezdnią oraz dwuskrzydłowymi drzwiami drugimi, M z podwyższonym środkowym przejściem, tak by uzyskać równą powierzchnię podłogi oraz tzw. wersją kombi H z podniesioną podłogą, dzięki czemu uzyskano większą przestrzeń bagażową. Niezależnie od wersji wysokość nadwozia wynosi 3,4 m.
W 2009 r. podczas targów Busworld w Kortrijk zaprezentowano po raz pierwszy niskowejściowy model Irizar i4LE (ang. low entry) na podwoziu Volvo. Zastosowano w nim w przedniej części niską podłogę, co ułatwia wsiadanie i wysiadanie osobom starszym, czy też niepełnosprawnym. Jednocześnie miała miejsce premiera modelu i4 w wersji integralnej, tzn. nie będącej zabudową podwozia innego producenta. Jednostkę napędową oparto na silniku DAF oraz skrzyni biegów ZF Ecolife. Był to pierwszy integralny model autobusu w historii marki Irizar, razem z zaprezentowanym tego samego dnia integralnym PB.

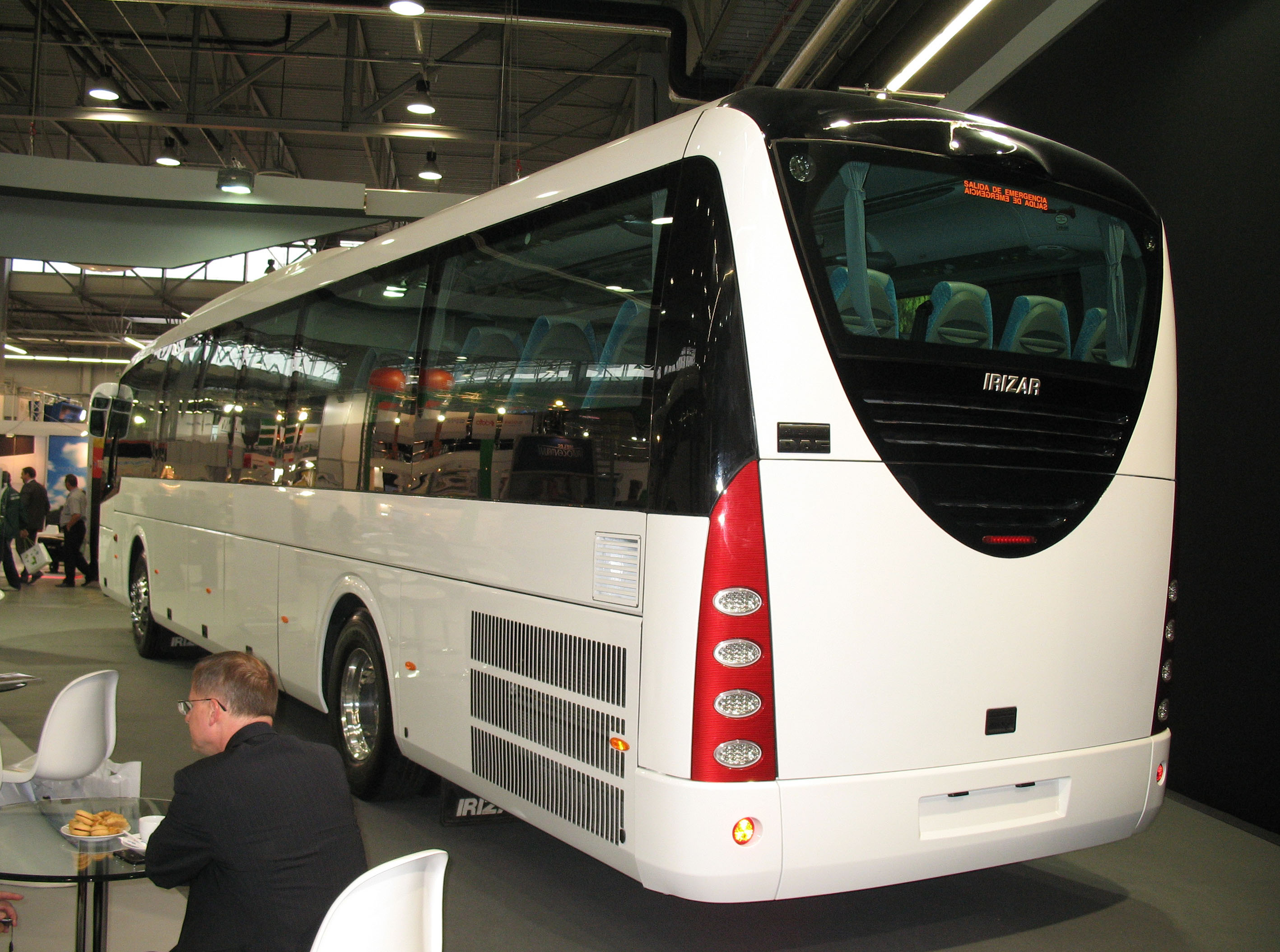
Tylna ściana autobusu
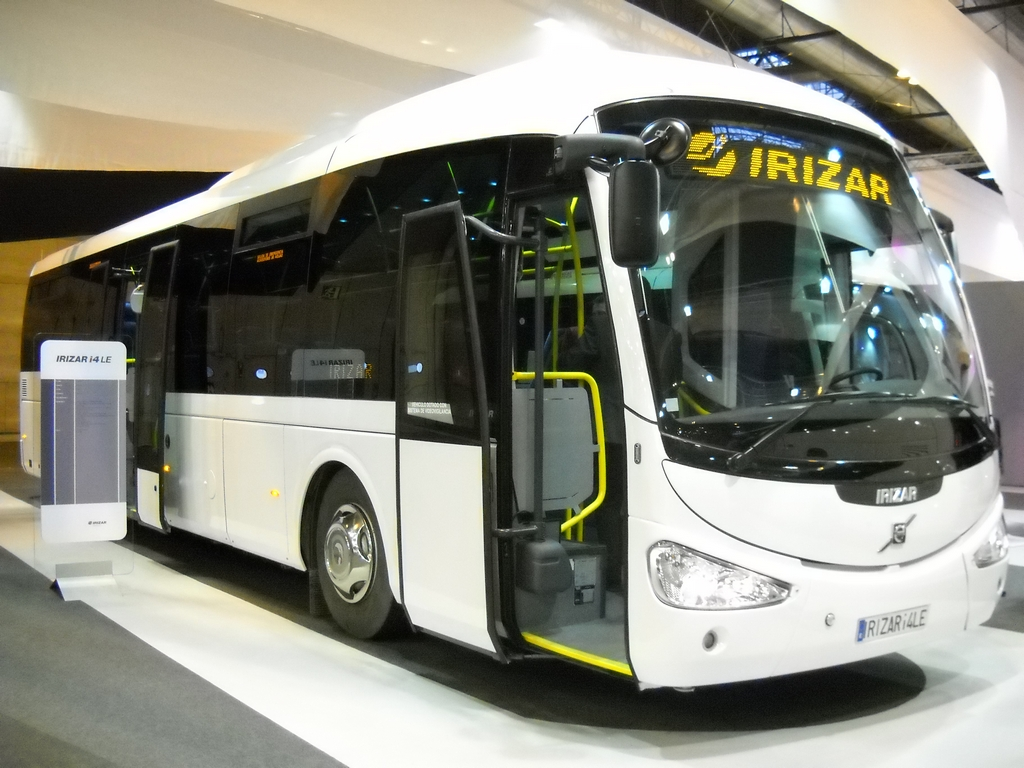
Irizar i4 w wersji niskowejściowej
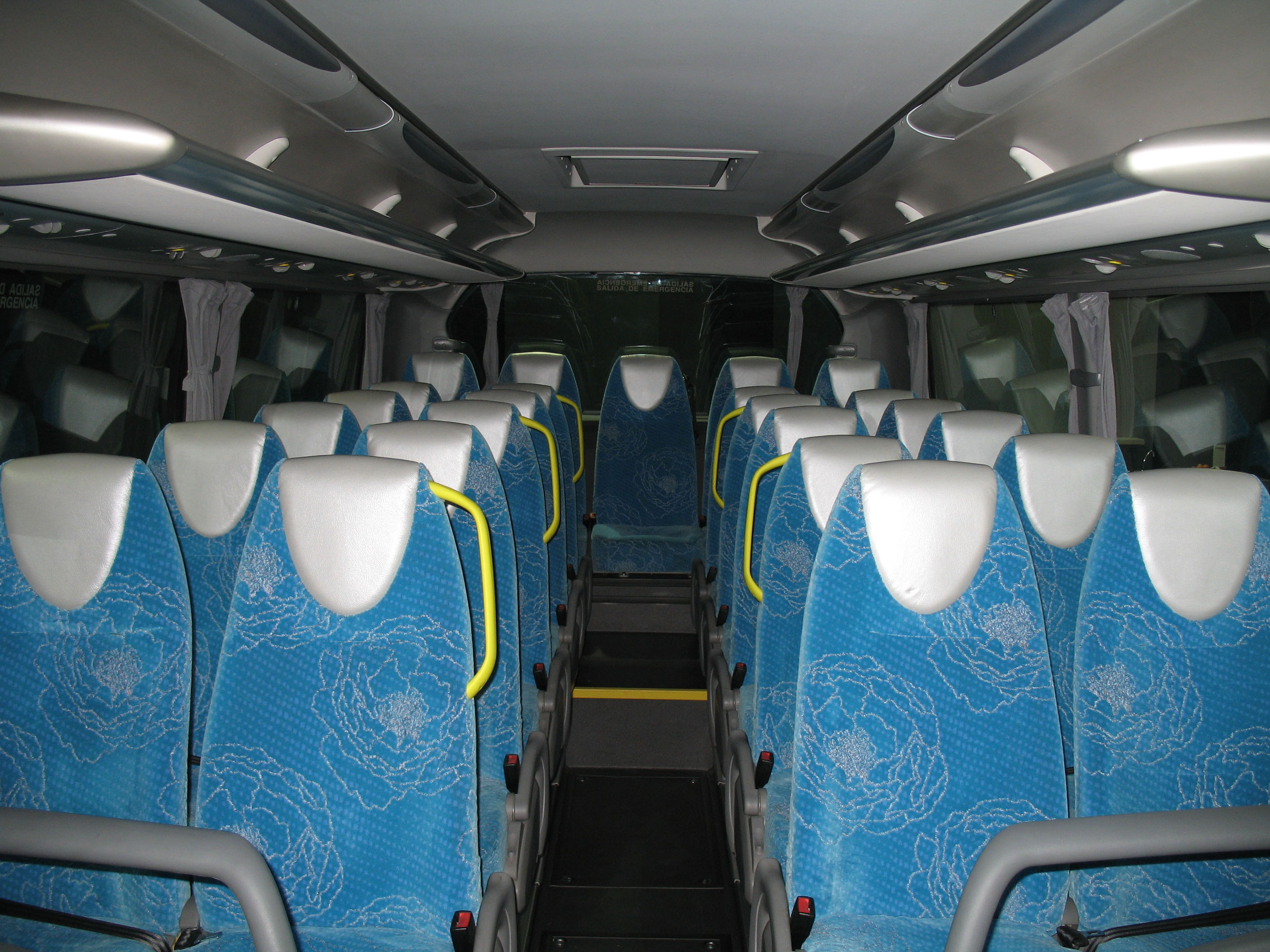
Wnętrze autobusu – widok na tył
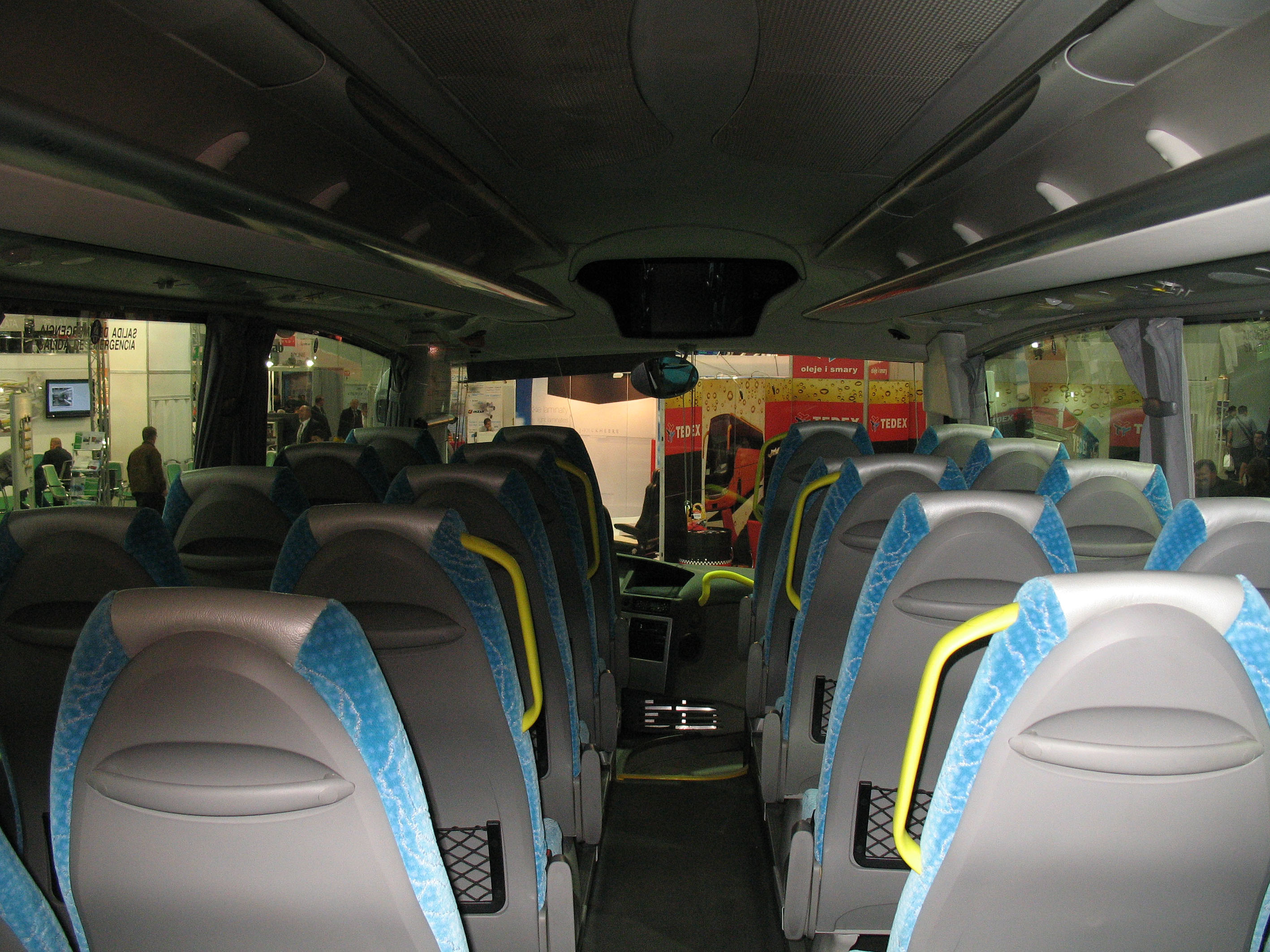
Wnętrze autobusu – widok na przód
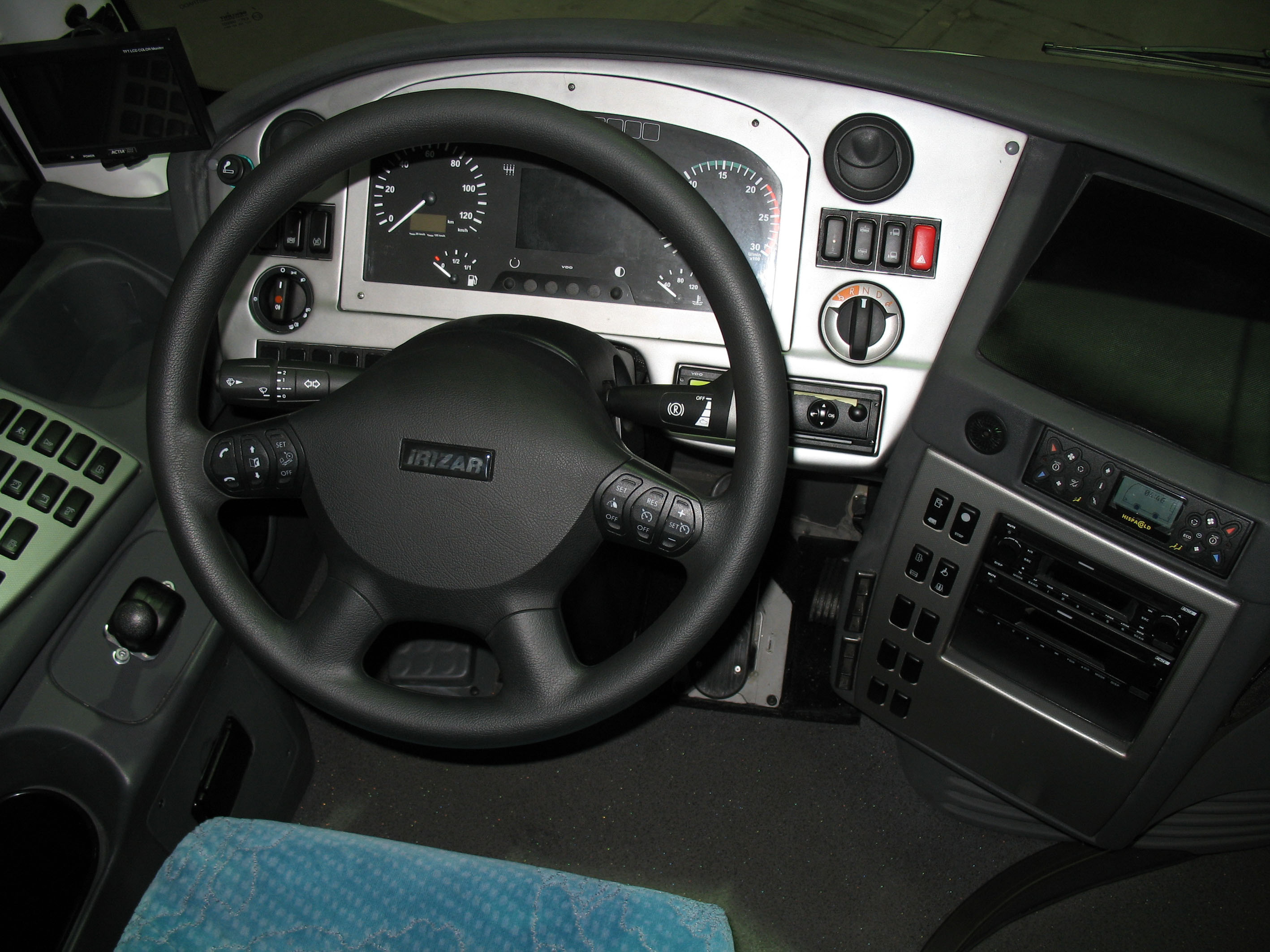
Kokpit kierowcy